# Ny landskommun
Ny landskommun var en tidigare kommun i Värmlands län.

## Administrativ historik
Kommunen inrättades i Ny socken i Jösse härad i Värmland när 1862 års kommunalförordningar trädde i kraft den 1 januari 1863.
Vid kommunreformen 1952 uppgick den i Älgå landskommun som 1971 uppgick i Arvika kommun.

## Politik

### Mandatfördelning i Ny landskommun 1938-1946
| 1 | 12 | 7 |

| 20 |

| 12 | 8 |

| 19 |

| 2 | 10 | 8 |

| 19 |